# João Carlos Pires Ferreira Chaves
João Carlos Pires Ferreira Chaves (Santa Maria do Castelo, Tavira, 30 de julho de 1882 – Santa Isabel, Lisboa, 16 de Setembro de 1942) foi um oficial do Exército Português. 

## Carreira
Nasceu na freguesia de Santa Maria do Castelo, no concelho de Tavira. Era filho do farmacêutico Joaquim Manuel Ferreira Chaves, natural de Faro (freguesia de São Pedro), e de Maria Antónia Pires de Azevedo Chaves, doméstica, também natural de Tavira (freguesia de Santa Maria do Castelo).
Assentou praça em 1901. Foi promovido a Alferes em 1904, tendo então tirado o curso do Estado Maior. Passou a Capitão em 1915, ano em que tomou parte na campanha do Sul de Angola como adjunto do quartel-general, como parte do Corpo Expedicionário de Angola, chefiado pelo general António Pereira de Eça. Depois de ser promovido a Major, em 1917, fez parte da comissão responsável pela elaboração de lista de material que deveria ser recebido da Alemanha como parte das reparações de guerra. Também foi chefe de gabinete do Ministro da Guerra, durante o ministério de António Granjo. Foi também com esta patente que começou a ensinar na Escola do Exército, foi adido militar no Rio de Janeiro e professor no Estado Maior, professor do Instituto dos Pupilos do Exército. Em 1925 esteve à frente do Estado Maior na Índia.
Após passar ao posto de Coronel em 1927, foi professor do curso do Estado Maior, comandou o Regimento de Infantaria 7, e foi membro do júri de exame para majores. Fez igualmente parte da comissão encarregada pelo Ministério das Colónias de reorganizar o exército colonial. Em 1929 foi membro da comissão que estudou o rearmamento progressivo do exército, e foi professor e da Escola Central de Oficiais. Em 1938 foi promovido a brigadeiro, como parte da divisão de rearmamento do exército.
Autor de vários livros de temática militar.
Ao longo da sua carreira militar acumulou vários louvores, tendo sido condecorado com os graus de comendador e de grande oficial da Ordem Militar de Avis, e comendador das Ordens de Cristo e de Santiago, e recebeu as Medalhas das Campanhas do Sul de Angola, Cuanhama e da Vitória, a Cruz de Guerra de 1.ª classe, e as Medalhas de Comportamento Exemplar e Bons Serviços, ambas de prata e ouro. Foi igualmente condecorado com algumas ordens estrangeiras, incluindo as de Francisco José da Áustria e Mérito Militar de Espanha.
Faleceu em 16 de Setembro de 1942, em sua casa, na Avenida Álvares Cabral, n.º 43, 2.º andar, freguesia de Santa Isabel, em Lisboa, aos 60 anos, vítima de esclerose e enfisema pulmonar. Quando faleceu, no posto de General, desempenhava as funções de director da arma de Infantaria e de vogal do Conselho Superior de Disciplina Militar. Foi sepultado no Cemitério dos Prazeres, em jazigo de família.

## Família
Era irmão de Maria Alexandrina Pires Chaves, de Olímpio Ferreira Chaves e de Raul Pires Ferreira Chaves.[carece de fontes?]
A 6 de agosto de 1908, casou na igreja paroquial do Sagrado Coração de Jesus, em Lisboa, com Cacilda Amélia de Sousa (Santa Isabel, Lisboa, c. 1884 – 23 de fevereiro de 1948), filha de Guilherme Maria de Sousa e de Vitória Amélia da Silva e Sousa, ambos naturais de Lisboa (freguesia de São Nicolau). Deste casamento nasceram Maria Amélia Chaves e Fernando de Sousa Ferreira Chaves de Almeida.

## Livros publicados
- Temas Táticos. Resolução de problemas sobre a carta. 6 volumes. Lisboa: Tipografia Maurício & Monteiro. 1932-1935;
- Curso de Táctica. (com prefácio do General Roberto da Cunha Baptista) 6 volumes. Lisboa: Tipografia Maurício & Monteiro. 1929-1931;
- Processo da viagem de curso do Estado-maior na região do Algarve. 5 volumes. Lisboa: Escola Central de Oficiais. 1936.